# Lucknow Challenger
Il Lucknow Challenger è stato un torneo professionistico di tennis giocato su campi in erba. Faceva parte dell'ATP Challenger Series. Si giocava annualmente a Lucknow in India.

## Albo d'oro

### Singolare
| Anno     | Campione      | Finalista     | Punteggio |
| -------- | ------------- | ------------- | --------- |
| 1999     | Tuomas Ketola | Mosè Navarra  | 6–3, 6–4  |
| 1999 (2) | Leander Paes  | Jamie Delgado | 7–6, 7–6  |

### Doppio
| Anno     | Campioni                           | Finalisti                         | Punteggio     |
| -------- | ---------------------------------- | --------------------------------- | ------------- |
| 1999     | Nuno Marques Tom Vanhoudt          | Marcos Ondruska Andrew Richardson | 6–4, 5–7, 6–1 |
| 1999 (2) | Kristian Pless Paradorn Srichaphan | Jamie Delgado Martin Lee          | 5–7, 6–3, 7–5 |